# Aeroportul Fernando de Noronha
Aeroportul Fernando de Noronha (IATA: FEN, ICAO: SBFN) este un aeroport din Fernando de Noronha, Pernambuco, Brazilia ce deservește zona Fernando de Noronha. Aeroportul a fost tranzitat în 2022 de 344.472 de pasageri. A fost numit după zona deservită.
Situat la o altitudine de 58 m, aeroportul dispune de 1 pistă. Este operat de Pernambuco.

## Infrastructură

### Piste
Aeroportul dispune de o singură pistă. Pista 12/30 are suprafața de asfalt și dimensiunile 1.845 m × 45 m. 